# Exposition spécialisée de 1988
L’exposition internationale de Brisbane est une manifestation culturelle de portée mondiale qui se tient à Brisbane (Queensland, Australie) entre le 30 avril et le 30 octobre 1988.
Se déroulant dans le cadre des règles fixées par le Bureau International des Expositions (BIE), cette exposition spécialisée est placée sous le thème du « Divertissement à l'ère de la technologie » et coïncide avec le bicentenaire de l'établissement des colons européens en Australie.
L'exposition est inaugurée par la reine Élisabeth II et est visitée par plus de 18 millions de personnes, la moyenne quotidienne tournant autour de 100 000 personnes par jour (culminant à 184 000 la veille du jour de la clôture). Le site retenu pour la manifestation est le quartier de South Bank, au bord du fleuve Brisbane.
La mascotte de l'exposition internationale de Brisbane, un ornithorynque baptisé « Expo'Oz », est reproduite à des milliers d'exemplaires.

## Description
La date de la première demande australienne auprès du Bureau International des Expositions (BIE) intervient en 1974, son principe étant retenu le 7 décembre 1983. L'organisation de la manifestation est confiée à la « Brisbane exposition and South Bank redevelopment authority ». Son commissaire général est Sir Edwards Williams.

Expo'Oz l'ornithorynque, mascotte de l'expo '88

En dépit d'une communication tardive, l'exposition internationale de 1988 parvient à réunir 80 pavillons issus de 52 pays/régions différentes (dont l'Union soviétique, dont c'est la dernière participation à une exposition internationale). Parmi les autres exposants figurent également les six états et les deux territoires australiens, trois états américains (Hawaï, Alaska et Californie), les Nations unies, le Vatican, la préfecture japonaise de Saitama, la ville de Brisbane et sa jumelle japonaise Kōbe mais également nombre d'entreprises et d'établissements d'enseignement supérieur (dont l'université du Queensland).
Les pavillons les plus chers sont respectivement ceux du Japon, de l'État du Queensland et de l'Australie.
La tenue de l'exposition conduit ses organisateurs à réaliser des infrastructures propres à dessevir un site légèrement excentré et s'étendant sur près de 40 hectares. Parmi ces réalisations, un monorail capable de transporter 44 000 passagers par jour est construit pour un coût de 12 millions de dollars australiens. Reliant les principaux points de l'exposition, il consiste en un ensemble de quatre trains de neuf wagons, circulant sur une ligne longue d'un peu plus de deux kilomètres. Une fois la manifestation terminée, il est racheté par le parc d'attractions Sea World.

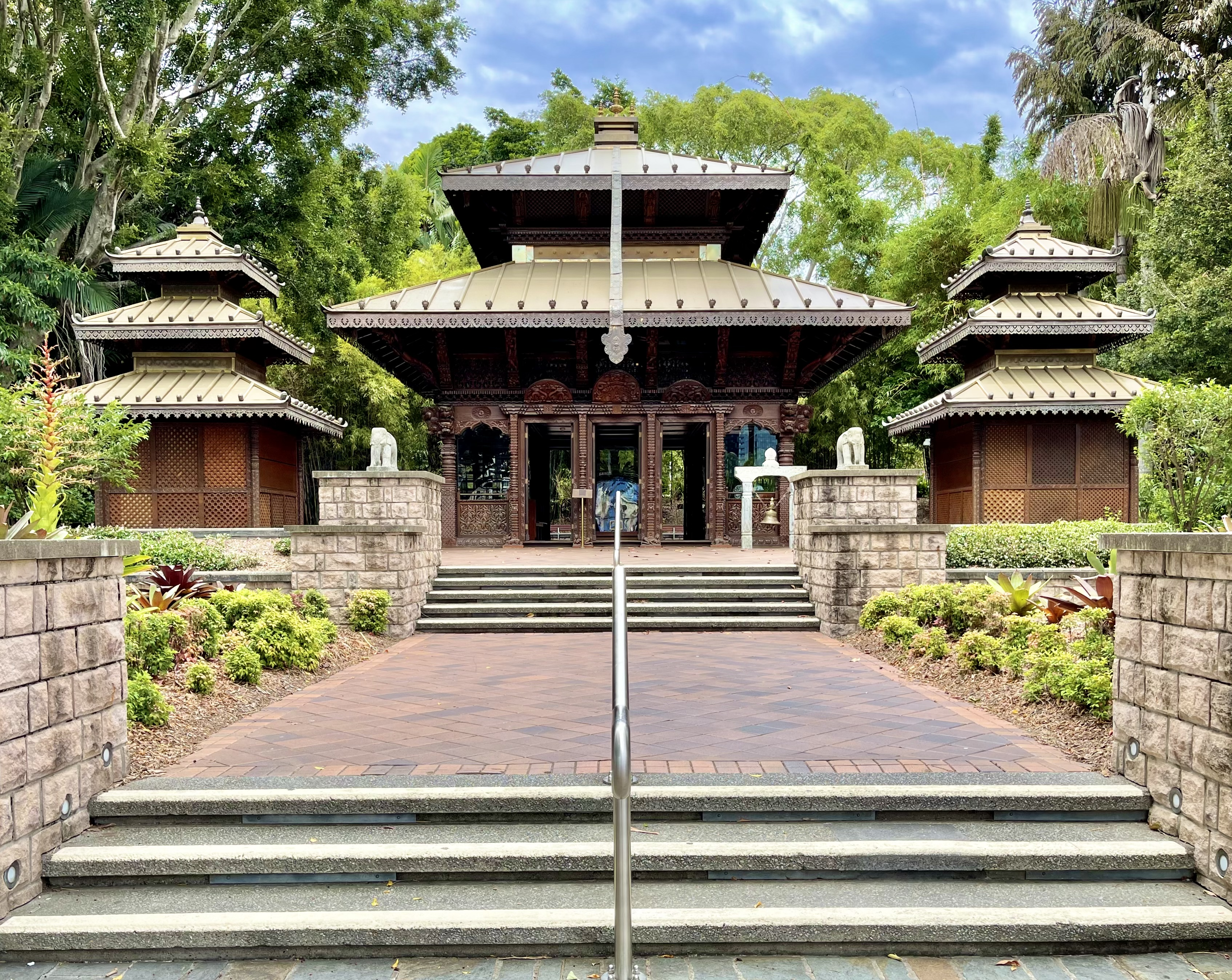
Le pavillon du Népal

La cérémonie de clôture est l'occasion d'un grand spectacle pyrotechnique et d'un concert du groupe de rock australien The Seekers, qui interprète une de ses chansons les plus connues, « The carnival is over ». S'il est prévu que Judith Durham — l'ancienne Frontwoman du groupe — se joigne à la fête, elle doit se faire remplacer à la dernière minute par Julie Anthony, une célèbre soprano australienne.
Après la tenue de l'exposition, plusieurs scénarios de reconversion du site sont envisagés. L'un d'entre eux comprend le développement d'un nouveau pôle financier, mais cette option est finalement rejetée au profit d'un projet de quartier résidentiel, d'un parc (South Bank Parklands) et d'un lagon artificiel de 2 000 mètres carrés comprenant une plage artificielle.
Si la plupart des pavillons de l'exposition sont démontés, celui du Népal, reproduisant une pagode traditionnelle, dite « Nepal Peace Pagoda », a finalement été conservé. Autre témoignage de cet événement, une grande tour, le Skyneedle, qui est démontée et reconstruite à quelques kilomètres de son emplacement originel. Parfois illuminée, elle est également surnommée « Night companion ».
Au total, l'exposition internationale de 1988 a coûté environ 625 millions de dollars australiens.